# Rhinolophus convexus
Rhinolophus convexus es una especie de murciélago de la familia Rhinolophidae.

## Distribución geográfica
Es endémica de Malasia.